# Sơn Lộ
Sơn Lộ là một xã thuộc tỉnh Cao Bằng, Việt Nam.

## Địa lý
Xã Sơn Lộ nằm ở phía nam huyện Bảo Lạc, có vị trí địa lý:
- Phía đông giáp xã Đình Phùng
- Phía tây giáp huyện Bảo Lâm và xã Sơn Lập
- Phía nam giáp tỉnh Bắc Kạn
- Phía bắc giáp các xã Huy Giáp, Hưng Đạo và Hưng Thịnh.

Xã Sơn Lộ có diện tích 54,38 km², dân số năm 2019 là 3.162 người, mật độ dân số đạt 58 người/km².
Trên địa bàn xã có các ngọn núi chính là Bó Cỏi, khau Cà, Còi Chí, Đông Xoét, Lũng Thơm, Nà Chấn, Pù Mồ, Sưm Ngần, Tát Riềng. Các nguồn nước chảy trên địa bàn xã là khuổi Khuông, suối Lũng Thơm, khuổi Tuồng.

## Hành chính
Xã Sơn Lộ được chia thành 7 xóm: Bản Boóng, Bản Khiếu, Bản Khuông, Bản Riềng, Bản Tuồng, Nà Khuổi, Pù Mồ.

## Lịch sử
Sau năm 1975, Sơn Lộ là một xã thuộc huyện Bảo Lạc.
Ngày 13 tháng 12 năm 2007, Chính phủ ban hành Nghị định 183/2007/NĐ-CP về việc thành lập xã Sơn Lập trên cơ sở điều chỉnh 4.369 ha diện tích tự nhiên và 2.014 nhân khẩu của xã Sơn Lộ.
Sau khi điều chỉnh, xã Sơn Lộ còn lại 5.355 ha diện tích tự nhiên và 2.559 người.
Đến năm 2019, xã Sơn Lộ được chia thành 9 xóm: Dẩn Tờ, Bản Khiếu, Bản Khuông, Khau Cà, Phiêng Lẹng, Pù Mồ, Bản Riềng, Nà Khuổi, Bản Tuồng.
Ngày 9 tháng 9 năm 2019, Hội đồng Nhân dân tỉnh Cao Bằng ban hành Nghị quyết số 27/NQ-HĐND về việc:
- Sáp nhập một phần xóm Khau Cà và xóm Dần Tờ thành xóm Bản Boóng
- Sáp nhập phần còn lại của xóm Khau Cà vào xóm Bản Khuông
- Sáp nhập một phần xóm Pù Mồ vào xóm Bản Khiếu
- Sáp nhập xóm Phiêng Lẹng và phần còn lại của xóm Pù Mồ thành xóm Pù Mô.